# Martha Walter
Martha Walter (Philadelphia, 19 maart 1875 - Massachusetts, januari 1976) was een Amerikaanse impressionistische schilderes.

## Opleiding
De in Philadelphia geboren Walter volgde les aan de Girls High School. Zij vervolgde haar studie kunst aan het Pennsylvania Museum and School of Industrial Art van 1895 tot 1898 en aan de Pennsylvania Academy of the Fine Arts, Philadelphia. Daar kreeg ze les van William Merritt Chase. In 1902 won ze de Toppan Prize en in 1908 de Cresson Traveling Scholarship van de school zelf. De Mary Smith Prize van de school werd haar toegekend in 1909 voor het beste schilderij van een inwonende vrouwelijke kunstenaar.

## Carrière

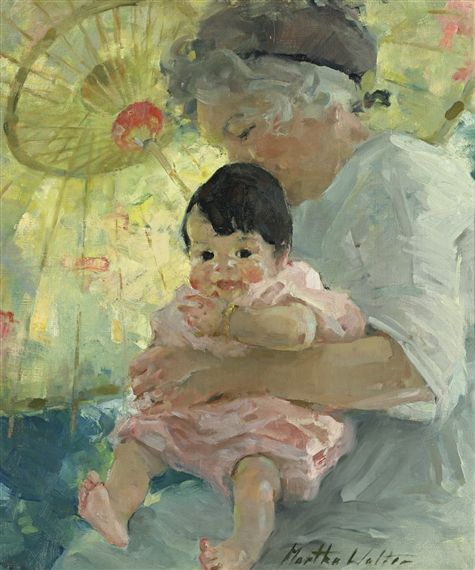
Motherhood door Martha Walter in 1914

Door de Cresson-beurs was het haar mogelijk naar Spanje, Italië, Nederland en Frankrijk te reizen. In Frankrijk kreeg ze les van Rene Menard en Lucien Simon aan de Académie de la Grande Chaumière. In 1922 kreeg het werk van Walter een tentoonstelling in de Galleries George Petit te Parijs. De Franse regering kocht een van haar werken: The Checquered Cape (De geruite cape). In haar vroege carrière werd ze geprezen om haar intieme portrettering van kleine kinderen in schilderijen zoals in The Picnic en A Parasol Tea, vooral kenmerkend vanwege het kleurgebruik. In de jaren na 1930 reisde Walter naar Noord-Afrika en begon de marktplaatsen van Tunis, Tripoli en Algiers te schilderen. De Afrikaanse zon bood een andere belichting dan bij haar gebruikelijke taferelen in Amerika en Frankrijk.
Na haar terugkeer in New England richtte zij een atelier in Gloucester, Massachusetts in waar zij vaak strandscènes schilderde. Ze ging kunst doceren aan Chase's New York School of Art. Walter woonde vaak bij een van haar zussen en reisde in de zomer soms met Alice Schille, die ze had leren kennen als kunststudente.
Martha Walter bleef werken tot een paar jaar voor haar dood in 1976, op 100-jarige leeftijd. Haar nalatenschap werd eind jaren zestig gekocht door de David David Gallery van Philadelphia.

## Erkenning
Het schilderij The Telegram, Detention Room (Ellis Island) uit 1922 werd opgenomen in de openingstentoonstelling van het National Museum of Women in the Arts, American Women Artists 1830-1930 in 1987. Retrospectieven van haar werk zijn onder andere Martha Walter in het George Thomas Hunter Museum of Art, Chattanooga (Tennessee) in 1953, Martha Walter, Hammer Galleries, New York in 1974-1975 en Impressionist Jewels: The Painting of Martha Walter, A Retrospective, in het Woodmere Art museum in 2002.

## Galerij

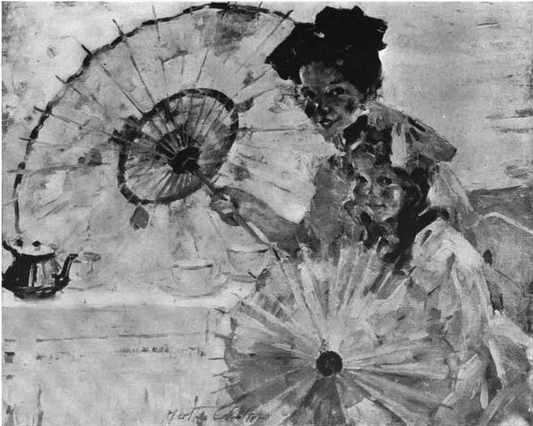
A Parasol Tea
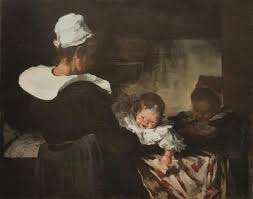
Brittany family
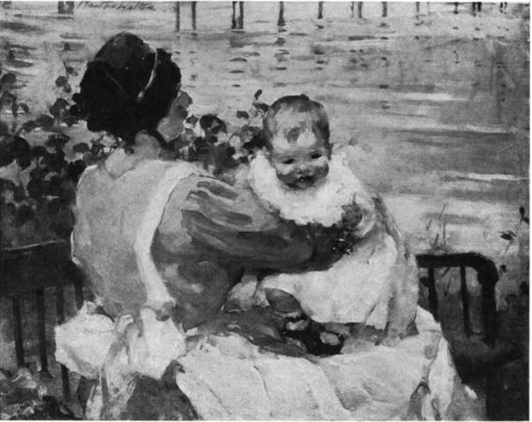
English Nurse
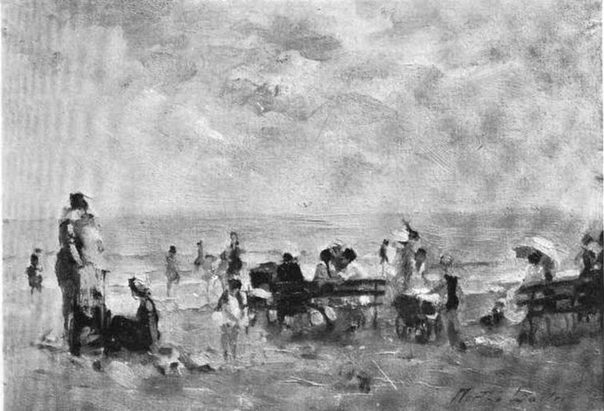
La Plage
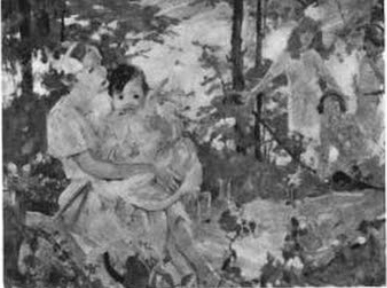
The Picnic